# Barclays Investment Bank
Barclays Investment Bank (que opera como Barclays, anteriormente Barclays Capital) es una banco de inversión multinacional británico con sede en el Londres, Reino Unido y una división de Barclays PLC. Proporciona financiación y servicios de gestión de riesgos a grandes compañías, instituciones y clientes gubernamentales. Es uno de los operadores principales con acciones del Tesoro de EE. UU. y de bonos de varios gobiernos europeos.
Barclays Investment Bank tiene oficinas en más de 29 países y desde la adquisición la división principal en EE. UU. de Lehman Brothers en septiembre de 2008, emplea a más de 20 000 personas, de los cuales más de 7000 en la división de Tecnologías de la Información. Esto aumentó significativamente la presencia de Barclays Capital en Norteamérica.
A mediados de marzo de 2012, el nombre comercial de Barclays Capital fue sustituido por el de simplemente 'Barclays', y el nombre de la división fue modificado a 'Barclays Investment Bank'.